# Cembratal
Das Cembratal (italienisch Val di Cembra, deutsch veraltet Zimmerstal oder Schimmers) liegt im Trentino in Italien und ist ein linkes Seitental des Etschtals. Es bildet den untersten Abschnitt des Verlaufs des Avisio und ist somit mit dem Fleimstal und dem Fassatal Teil eines gemeinsamen Talsystems.
Das vom Wein- und Apfel-Anbau geprägte Cembratal endet im Westen im Etschtal bei Lavis. Talaufwärts stellt Capriana die Grenze zum Fleimstal dar. Im Cembratal gibt es sieben Gemeinden: Cembra Lisignago, Altavalle, Sover, Segonzano, Lona-Lases, Albiano und Giovo. Organisatorisch gehörte das Cembratal bis zur Reform der zweiten Verwaltungsebene zur Bezirksgemeinschaft Valle dell’Adige; seit 2006 bildet das Cembratal eine eigene Talgemeinschaft.
Sehenswert sind die Erdpyramiden von Segonzano.
Im Cembratal erreicht die Rebsorte Müller-Thurgau ihren höchsten Verbreitungsgrad in ganz Italien.
Für den Kraftverkehr ist das Tal in erster Linie durch die Strada Statale 612 della Val di Cembra erschlossen.